# Ferences kolostor (Jászberény)
Jászberényben, a Jászság (a kiváltságos Jászkun Kerület) egykori székhelyén, a belvárosban magasodik a ferences templom és kolostor impozáns tömbje.

## Rövid történet
A népi hagyományaikat (így pogány vallásukat) szívósan őrző jászok között a keresztény térítés befejezése után, az 1460-as években kezdték el építeni Berény városában a ferences kolostort. A munkálatok 1472-re fejeződtek be. A templomot Szűz Mária tiszteletére szentelték föl.
A jászok megőrizték (máig) katolikus hitüket. 1535-ben 16 szerzetes lakta a kolostort. 1543-ban a pozsonyi országgyűlésen a rendek azt javasolták, hogy a jászberényi kolostort végvárrá építsék ki. Pénzhiány miatt azonban a tervekből nem lett semmi.

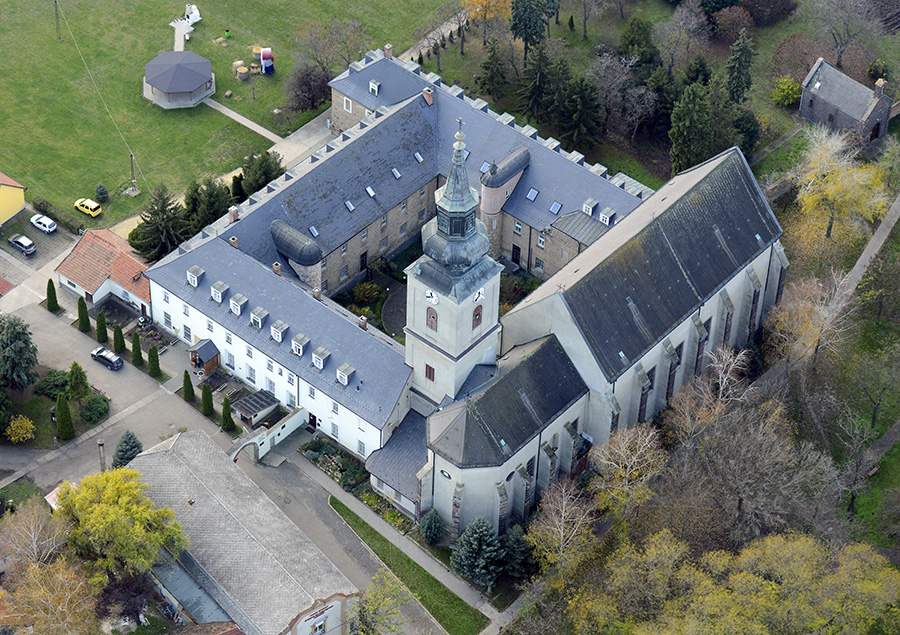
A jászberényi ferences templom és rendház légi felvételen

### A török megszállás
Egy protestáns 1560-ban rágyújtotta a szerzetesekre a kolostort, 1567-ben aztán a törökök kiűzték a szerzeteseket, és erődítménnyé építették ki a Zagyva partján emelkedő, jól védhető kolostort. A ferencesek azonban még 1581-is küldtek igehirdetőt a városba.
1594-ben a törökök kivonultak a palánkból, miután annak erődítményeit megrongálták. A keresztény csapatok bevonultak ugyan a városba, de az erődítmény romjait nem szállták meg, nem építették újjá. A törökök viszont megtették, s 1620-1637 között ismét helyőrséggel látták el a berényi palánkot. A lakosság ezt követően (török engedéllyel) helyreállította a templomot, amelyet fölszenteltek, s általában ferences szerzetesek látták el a plébánosi feladatokat.

### A XVII. századtól napjainkig
A török uralom végeztével, 1690-ben térhettek vissza Berénybe a ferences szerzetesek. A templom hajójának falai épen álltak, csak a szentély volt részben romos. A templom tetőzetét 1699-re állították helyre. 1701-től alkalmas volt arra is, hogy istentiszteleteket tartsanak benne. A torony is megrongálódott, ma látható formájában barokk építmény (1715 után emelték).

## A kolostor építészete
A templombelső hosszúsága csaknem 50 m, a hajó belsejének szélessége több 12 m. A torony 46,5 m magas.
A középkori, romos kolostor helyén egy újabb kolostor építését kezdték meg 1723-ban Giovanni Battista Carlone, egri püspöki építész vezetésével. A szabályos udvart körülölelő szárnyak építési munkálatai az 1770-es évekre fejeződtek be. A romos templom barokk stílusban történő átépítése évtizedeken keresztül tartott. A templom titulusa Jézus Neve lett. A gótikus ablakokat befalazták, mellettük ovális nyílásokat alakítottak ki. A templom belseje barokk és rokokó berendezést kapott. Az egykori kolostor ma idős apácák otthona. A parkban még a lourdes-i barlang mellett látható a 18. században emelt Kálvária szoborcsoport.

## Képgaléria

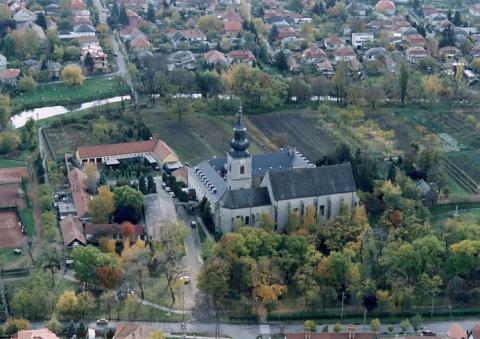
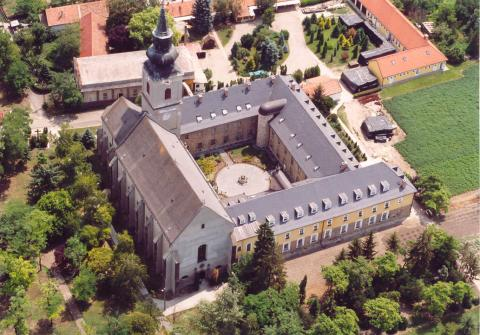
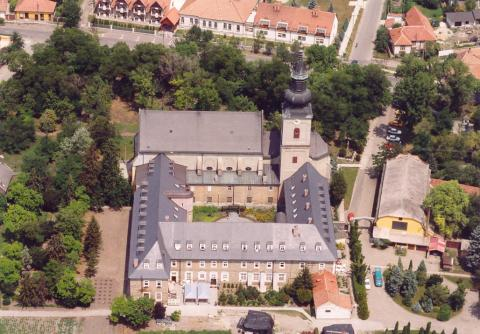
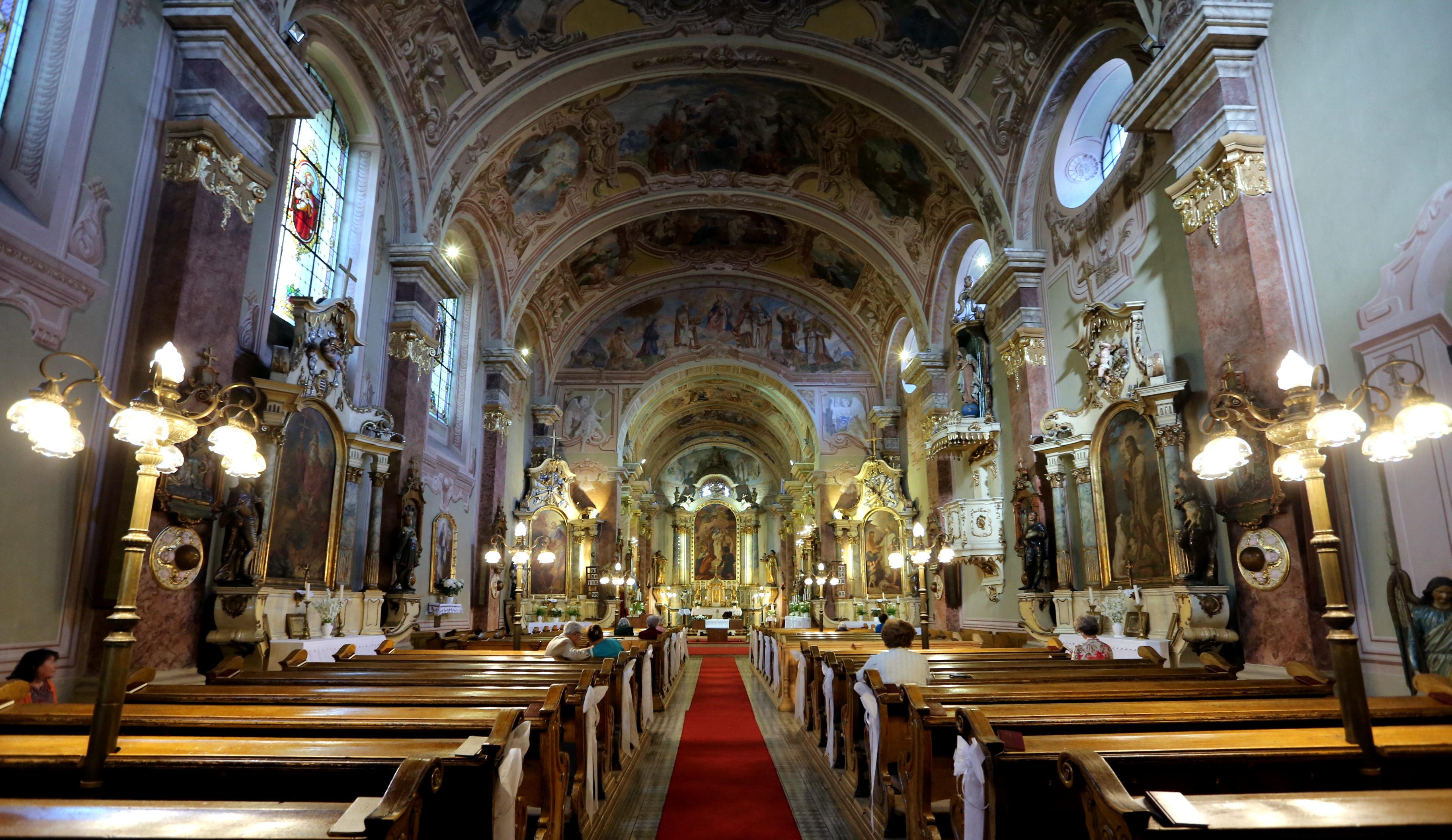
Ferences kolostor-templom
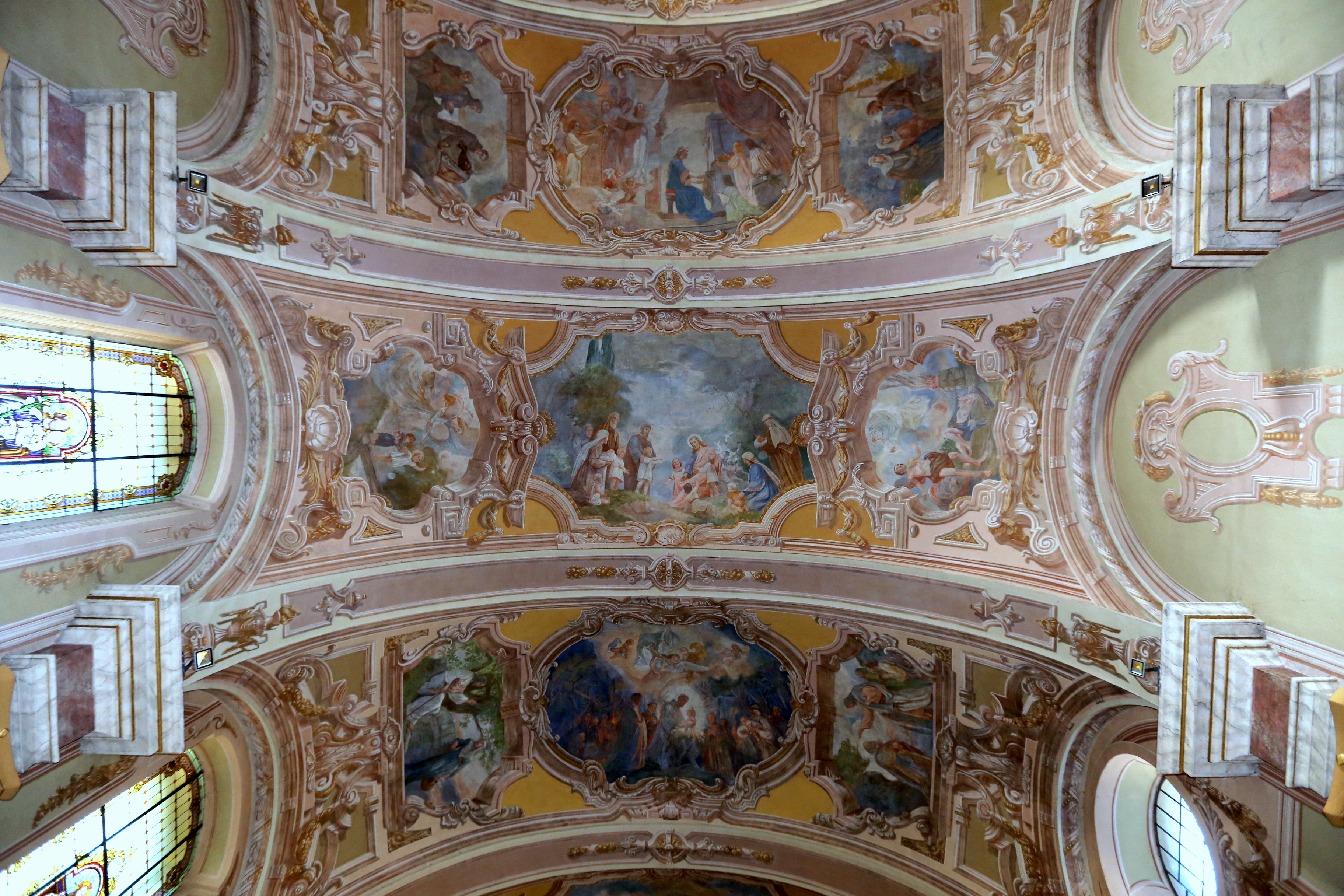
Ferences kolostor-templom barokk mennyezete
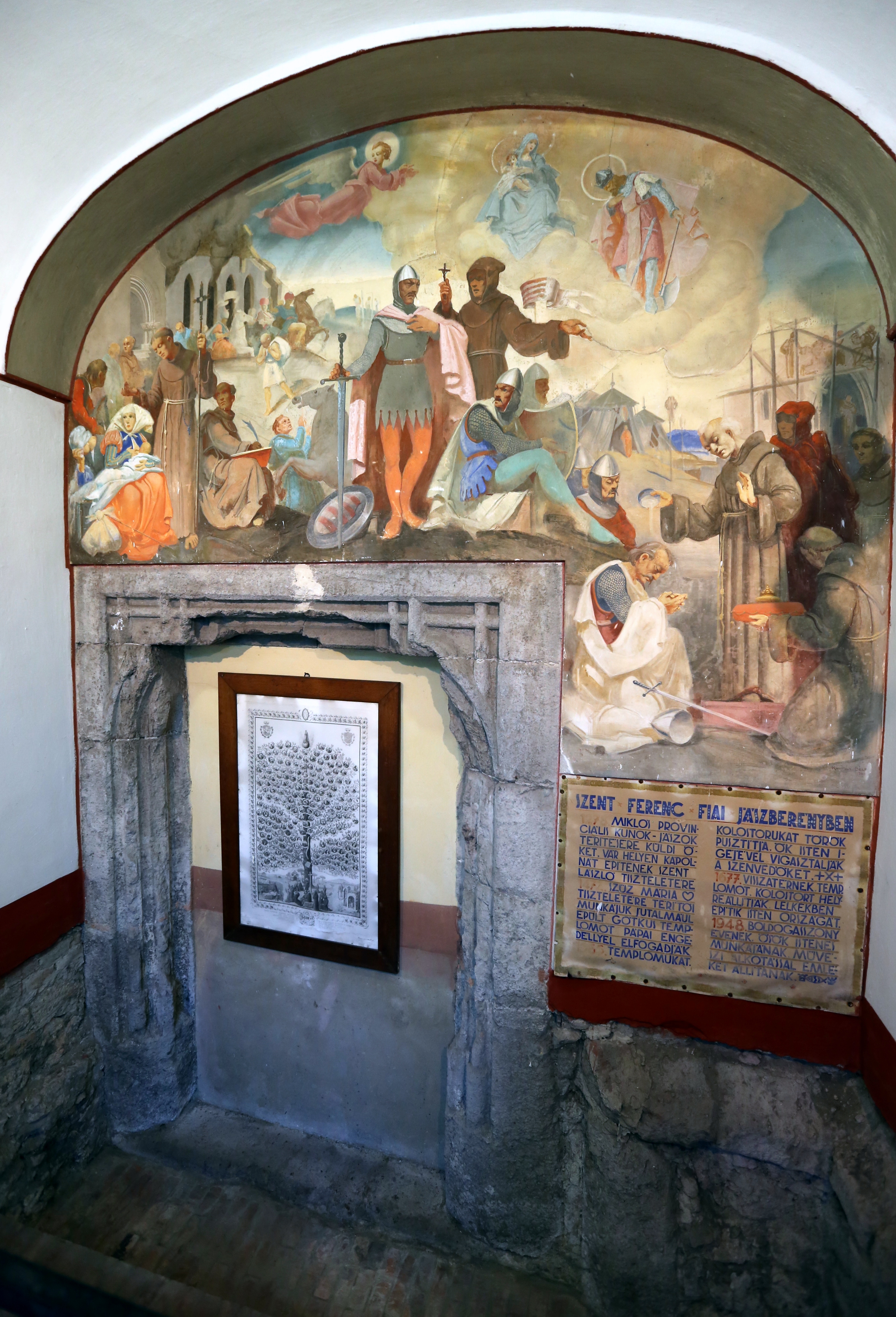
A templom és a kolostor közti középkori kapu